# Поль Фор (археолог)
Поль Фор (* 1916, Париж; † 13 липня 2007) — французький археолог і дослідник античності. Він був професоромемерит еллінських мов і цивілізацій в Університеті Блеза Паскаля в Клермон-Феррані та почесним доктором Афінського університету в Греції.
Він присвятив десятиліття дослідження Криту, особливо його мінойського періоду. Він також публікував на грецькі теми, а також біографії Олександра Македонського та археолога Генріха Шлімана.